# Ekonomiczna analiza odpowiedzialności odszkodowawczej
Ekonomiczna analiza odpowiedzialności odszkodowawczej – dziedzina ekonomicznej analizy prawa, zajmująca się badaniem zależności w zakresie odpowiedzialności sprawcy a potencjalnego skrzywdzonego czy poszkodowanego przez pryzmat czynników o charakterze ekonomicznym.

## Główne założenia
Aby można było mówić o odpowiedzialności odszkodowawczej w kryteriach ekonomicznej efektywności, prawo powinno kreować bodźce, aby sprawcy szkody dążyli do wykazania poziomu, gdzie dodatkowa jednostka ostrożności może zminimalizować oczekiwane szkody. Analizując zasady odpowiedzialności pod kątem ich efektywności, należy mieć na uwadze, że według zwolenników ekonomicznej analizy prawa zgodne z naturą człowieka jest dążenie do maksymalizacji zysków. Jednostka stara się znaleźć takie rozwiązanie, które przyniesie jej najwięcej korzyści przy jak najniższych kosztach. Korzyść jest przy tym dobrem materialnym, w którym wyrazić można użyteczność każdej aktywności.

## Podstawowe koncepcje
Teoria ekonomii zakłada dwa różne sposoby podejścia do prawa: deskryptywny i normatywny.
Deskryptywne podejście do prawa – koncentruje się na efektach obowiązujących zasad prawnych, czyli bada – w odniesieniu do odpowiedzialności odszkodowawczej – jaki jest wpływ zasad odpowiedzialności na liczbę wypadków drogowych, możliwość kompensacji szkód czy koszty procesu. Zakłada się przy tym, że podmioty zachowują się racjonalnie, to znaczy – przewidują konsekwencje swojego zachowania i kierują nim tak, aby zwiększyć zyski. Dzięki takiemu założeniu możliwe jest określenie wpływu reguł prawa na zachowanie jednostek.
Normatywne podejście do prawa – odnosi się do społecznej celowości reguł prawnych. Stawia pytanie, czy przepisy regulujące odpowiedzialność za wypadki drogowe są społecznie pozytywne. Dana reguła prawa będzie uznawana za nadrzędną nad inną, jeśli przyniesie zwiększenie dobrobytu społecznego, przy czym w zależności od tego, jakie kryterium zostanie przyjęte, za najkorzystniejsze mogą być uznane różne regulacje prawne.
Ekonomiczna teoria odpowiedzialności odszkodowawczej
Rozważania dotyczące ekonomicznej teorii odpowiedzialności odszkodowawczej muszą być prowadzone w oparciu o podstawowe koncepcje w obszarze Prawa i Ekonomii: m.in. założenie o racjonalności jednostek, twierdzenie Coase’a czy założenie o kosztach transakcyjnych. Aby móc badać zjawiska społeczne, ekonomiści konstruują założenia, co następ-nie umożliwia im tworzenie koncepcji. Założenia pozwalają skupić się, za pomocą abstrakcji, w danym momencie tylko na kilku kwestiach, lecz w praktyce często prowadzi do nienaturalnego uproszczenia rzeczywistości. Nie mają one jednak na celu wiernego odtworzenia rzeczywistości, a lepsze poznanie mechanizmów, które sterują społeczeństwem. Założenia opierają się na prawdopodobieństwie, a nie pewności wystąpienia danego stanu.

## Koszty związane ze szkodą według Calabresiego
Według G. Calabresiego występują trzy rodzaje kosztów związanych ze szkodą: pierwszorzędne, drugorzędne i trzeciorzędne. Społecznym celem odpowiedzialności odszkodowawczej jest ich zminimalizowanie.
1. Na pierwszym miejscu Calabresi stawia koszty wyrażające wartość szkody poniesionej przez ofiarę wypadku, czyli m.in. koszty leczenia, utratę zysków, cierpienie; przy czym, jak można zauważyć, nie musi być to bezpośrednio szkoda pieniężna. Nie oznacza to, zdaniem autora, że kosztów należy unikać w każdym przypadku, niezależnie od tego, ile takie uniknięcie będzie kosztować. Takie podejście stara się tłumaczyć koncepcją optymalnej troski – uniknięcie szkody będzie opłacalne, jeśli koszty samego uniknięcia nie przekroczą kosztów poniesienia szkody. Pod uwagę powinien zostać wzięty również optymalny poziom aktywności.
2.Drugi rodzaj kosztów wynika z niedostatecznego naprawienia szkód osobie pokrzywdzonej, co jest związane z jej cechami osobistymi i rozproszeniem
ryzyka.
3. Koszty trzeciorzędne dotyczą regulowania kosztów pierwszego i drugiego stopnia (koszty administrowania, koszty procesowe, obsługi prawnej).
Calabresi proponuje dwie metody, które mogłyby obniżyć koszty: odstraszanie poprzez obciążenie kosztami wypadków sprawcę (co niekoniecznie musi być skuteczne zwłaszcza gdy sprawca pozostaje obojętny na nałożone na niego koszty) oraz odstraszanie szczególne, które
ma celu bezpośrednie wpływanie na zachowanie niebezpieczne (np. zakaz przekraczania prędkości).

## Analiza wypadków w oparciu o dwa różne modele
1. Jednostronny – w którym wpływ ma wyłącznie sprawca – jego poziom staranności, ostrożności i aktywności, przy braku lub niewielkiej roli poszkodowanego. Należy podkreślić, że działania potencjalnego sprawcy podnoszą jedynie prawdopodobieństwo powstanie szkody, a nie pewność jej wystąpienia.
2. Drugi model zakłada, że wypadki są wynikiem działania zarówno sprawcy, jak i poszkodowanego. Jednym z pierwszych autorów, który zwrócił uwagę na dwoistą natur ę wypadków, był Ronald Coase. Zaznaczył on, że wypadki są zawsze wynikiem działania i ofiary, i sprawcy, w związku z czym ścisłe rozdzielenie tych ról nie jest możliwe.
W polskim prawie cywilnym o przyczynieniu się poszkodowanego stanowi art. 362 k.c., z którego wynika, że jeśli strona przyczyniła się do powstania szkody, nie powinna otrzymać pełnego odszkodowania. Tym samym sprawcy nie powinni być obarczani odpowiedzialnością za zachowania poszkodowanych, zwłaszcza jeżeli są one zawinione. Ponadto przy zasadzie ryzyka wyrażonej w przepisach Kodeksu cywilnego wyszczególnione zostały okoliczności egzoneracyjne i jeśli całkowitą winą można obarczyć poszkodowanego, wówczas sprawca nie odpowiada. W związku z tym należałoby zastanowić się, czy w takim przypadku mówienie o „sprawcy” i „osobie poszkodowanej” jest zasadne. Zgodnie z poglądem Coase’a nie należy skupiać się na przypisywaniu tych ról, a na znalezieniu takiego rozwiązania prawnego, które zminimalizuje całko wity koszt społeczny.